# Kuizu Dai Sōsa-sen - The Last Count Down
Kuizu Dai Sōsa-sen - The Last Count Down (クイズ大捜査線? lett. "Quiz Detective - L'ultimo conto alla rovescia") è un videogioco arcade per il Neo Geo di genere quiz edito da SNK nel 1991. Come la maggioranza dei titoli a quiz giapponesi da sala (eccetto solo Quiz & Dragons: Capcom Quiz Game), non venne mai distribuito al di fuori del Giappone e non è mai stato tradotto in altre lingue.

## Modalità di gioco
Nel titolo si impersona negli investigatori privati Neo McDonald o Geo Kentucky nelle loro indagini a Quiz City, un luogo in cui rispondere a domande dà risultati. Il genere di queste domande include cinema, storia, geografia, musica, sport e intrattenimento. La progressione della storia è in gran parte decisa attraverso filmati e scelte fornite ai giocatori, rendendo l'esperienza molto simile a un gioco in cui è possibile scegliere la propria avventura.
All'inizio della partita, il giocatore può scegliere tra due principali modalità. "Sugoroku" è quella rivolta a due giocatori simile a un gioco da tavolo, in cui entrambi competono per trovare un tesoro segreto all'interno di un tempio, affrontando allo stesso tempo un esercito di soldati nazisti che se ne vogliono impossessare. "Story" invece è l'avventura in cui si possono scegliere tra due diversi scenari:
- Nella prima, Neo e Geo vengono assunti da una ragazza che vuole che trovino il suo cane scomparso. Trovano rapidamente il cane in un parco, ma la situazione precipita improvvisamente quando vengono rapiti da un mafioso e, dopo essere fuggiti, trovano la casa della ragazza devastata e finiscono incastrati per la sua scomparsa. Dopo essere evasi di prigione, scoprono che è stata rapita da una mafia di Hong Kong e si recano nel paese, scoprendo che suo padre era uno scienziato ricattato per creare un esercito di robot con cui conquistare il mondo.
- Nella seconda, Neo e Geo vengono assunti da un uomo che vuole che scoprano il responsabile del suo omicidio prima di sparire nel nulla. La situazione si fa rapidamente bizzarra quando scoprono una cospirazione per creare un esercito di zombi, con il presidente apparentemente dietro, ma alla fine scoprono che il presidente è stato ucciso e impersonato da Satana in persona.

I quiz vengono solitamente svolti una domanda alla volta con quattro risposte selezionabili (di cui solo una è quella corretta). L'obiettivo di ogni quiz è raggiungere il punteggio stabilito dall'inquisitore. I punti assegnati per ogni domanda, così come altre varianti del quiz stesso, possono essere acquistati nel negozio che appare prima di ogni evento. Oltre a questo formato standard, altri eventi quiz includono:
- Panel Quiz – Un pannello 4x4 in stile Jeopardy! (quattro per il genere e quattro per il punteggio) che i giocatori selezionano a loro piacimento. Dato che servono otto punti per superare la prova, è possibile completarla rispondendo correttamente a due domande che valgono quattro punti.
- Up-Down Quiz – Uno scenario che mette Neo e Geo in una situazione simile a una torre. Per raggiungere la cima, devono indovinare cinque volte. Se sbagliano troppe volte, cadranno e la partita finirà.
- Button Mashing Quiz – Funziona come un normale quiz, ma il giocatore deve premere ripetutamente il pulsante corrispondente alla risposta corretta per riempire una barra e consentire al gioco di accettare la risposta.
- Beat 'em Up Quiz – Presente nella modalità "Sugoroku", i giocatori rispondono a domande e determinano come e quando Neo e Geo avanzano in una sequenza picchiaduro. Ad esempio, se Neo sta affrontando un nemico e indovina la domanda, metterà KO il suo avversario e procederà in avanti. Quando la scena è completata con due giocatori, quello con la risposta più veloce di solito ottiene il diritto di movimento normale; quello con la risposta corretta contro i nemici determina chi avanza.
- Do or Die Quiz – Solitamente impostato come quiz fondamentale del gioco. Segue il normale formato a quattro selezioni, ma limita il numero di risposte sbagliate che i giocatori possono dare. Perdere in queste fasi si traduce in un percorso alternativo o in un finale negativo.

## Accoglienza
In Giappone, la rivista Game Machine elencò Kuizu Dai Sōsa-sen - The Last Count Down nel numero del 1º agosto 1991 come la decima unità arcade di maggior successo del mese.